# الهاربون السبعة
الهاربون السبعة (بالكورية: 7인의 탈출) الموسم 2 (بالكورية: 7인의 부활)؛ هو مسلسل تلفزيوني كوري جنوبي، من تأليف كيم سون أوك وبطولة أوم كي جون، هوانغ جونغ أوم، لي جون، لي يو-بي، يون جونغ هوون شين اون كيونغ وجو يون هي. عرض على قناة إس بي إس من 15 سبتمبر إلى 17 نوفمبر 2023، بدا عرض الموسم الثاني في 29 مارس 2024، وبث أيام الجمعة والسبت. كما أنه متاح على على فيو في مناطق محددة.

## نظرة عن السلسلة
| الموسم | الحلقات | الحلقات | الأصلي         | الأصلي         | الأصلي   | الفترة الزمنية                    |
| الموسم | الحلقات | الحلقات | الأول          | الأخير         | الشبكة   | الفترة الزمنية                    |
| ------ | ------- | ------- | -------------- | -------------- | -------- | --------------------------------- |
| 1      | 17      | 17      | 15 سبتمبر 2023 | 17 نوفمبر 2023 | اس بي اس | الجمعة · السبت / 10:00 مساءً (KST) |
| 2      | 16      | 16      | 29 مارس 2024   | 18 مايو 2024   | اس بي اس | الجمعة · السبت / 10:00 مساءً (KST) |

## الملخص
تصور الدراما حول قصة شخصيات متورطون في قضية فتاة مفقودة، يواجهون احداث ضخمة متشابكة مع العديد من الأكاذيب والرغبات. ستصور الدراما أيضاً، رحلة البحث عن الحقيقة وكذلك الانتقام الدموي الذي يشبه العقوبة الإلهية.

## الطاقم

### رئيسي
- أوم كي جون في دور ماثيو لي/لي هوي سو/سيم جون-سوك.[17][18]

يدير أكبر شركة منصات للهواتف المحمولة في كوريا الجنوبية، لكنه شخصية غامضة. فقط عدد قليل من الناس يعرفون من هو. يتورط في قضية غريبة وهذا يدفعه للكشف عن نفسه للجمهور.
- هوانغ جونغ يوم في دور جيوم را-هي.[17]

هي الرئيس التنفيذي لشركة إنتاج دراما، إنها ماهرة وعدوانية في عملها، تقدر جيوم را-هي المال والنجاح أكثر في حياتها وستتخذ أي طريق لتحقيق ذلك. للحصول على استثمار ضخم من الرئيس بانغ، تأتي بإبنتها (حفيدته)، التي تخلت عنها قبل 15 عامًا.
- لي جون في دور مين دو هيوك.[19]

اعتاد أن يكون رجل عصابات، ليس لديه حلم أو أمل في حياته. إذا وثق بشخص مرة واحدة، فسوف يثق به إلى الأبد، نتيجة لهذا، فإن حياته مليئة بسلسلة من الخيانات.
- لي يو بي في دور هان مو ني.[20]

تريد أن تصبح آيدول وهي محبوبة بين أصدقاؤها. يبدو أنها تتمتع بحياة مثالية بمظهر جميل وخلفية عائلية ثرية مزيفة، لكنها تعاني من ضعفها، ضعفها هو أنها تواصل الكذب، حياتها مليئة بهذه الأكاذيب.
- شين اون كيونغ في دور تشا جو ران.[17]

هي طبيبة نسائية. تعيش مع بانغ تشيل سونغ (لي يدوك هوا)، وهو أكبر منها بكثير. بانغ تشيل سونغ رجل ثري جدًا وتحب تشا جو ران الأموال التي يملكها. في هذه الأثناء، تشا جو ران وجوم را-هي يخوضان حربًا نفسية على ثروة بانغ تشيل سونغ، حيث تجلب جيوم را هي حفيدة بانغ تشيل سونغ الوحيدة له.
- يون جونغ هوون في دور يانغ جين مو.[17]

هو الرئيس التنفيذي لشركة شيري انترتينمنت، عادة ما يكون لطيفًا، ولكن بمجرد أن ينفجر غضبه لا أحد يستطيع ان يوقفه، إنه جشع للغاية وسيفعل أي شيء من أجل الربح.
- جو يون-هي في دور جو ميونغ جي.[21]

مدرسة فنون في المدرسة، تخترع كذبة لحماية شيء ثمين لها وتنشر شائعة غريبة في المدرسة لإخفاء نقطة ضعفها.
- غو جاي-يون في دور نام تشول وو: ضابط شرطة في دوك-في سيون.[22]
- لي جونغ شين في دور هوانغ تشان-سيونغ (الموسم 2)[23]

### اخرون
- لي ديوك-هوا في دور بانغ تشيل سونغ

صاحب عقارات وهو رجل اعمال ثري جدا (الحلقة 1~8).
- يون تاي يونغ في دور كاتغ كي-تاي

الرئيس التنفيذي لشركة تاي بايك للترفيه التي يتم مراقبته من قبل يانغ جين-مو.
- هان بو روم في دور روه باينغ-هي

التي لا تستطيع العيش بدون حب. وهي ليست فقط نقية بما يكفي لتقديم كل ما لديها إذا كانت تحب شخص ما، ولكنها أيضًا مستعدة بالمخاطرة بحياتها من أجله (ح1~15).
- سيو يونغ-هي في دور دور بارك نان-يونغ

هي شخصية تنقلب حياتها عندما تظهر والدة ابنتها الحقيقية بينما تعيش حياة سعيدة مع زوجها وابنتها.
- كيم دو-هون في دور شيم جون سيوك يعرف بي K

وريث مجموعة سونغ-شان، وهو مرتبط بشكل مباشر في مأساة بانغ دا-مي وعائلتها، وهو حبيب هان مون-ني السابق.
- تشوي جين هو في دور السكرتير جو كانغ جاي

والد شيم جون سيوك البيولوجي.
- جي سيونغ هيون في دور أوم جي مان

المدعي العام الذي يضع مصالحه الخاصة في المقام الأول (الحلقة 4~10).
- جونغ را-يل في دور بانغ دا-مي

طالبة وابنته جيوم هي-را التي تخلت عنها منذ ان كانت صغيرة.
- مين يونغ كي في دور لي هوي سو

زوج نان يونغ واب دا مي بالتبني، وهو استاذ جامعي، تتدمر حياته بعد محاولته تبرأت ابنته من التهم التي تسببت في طردها من المدرسة.
- كيم ايل وو في دور الرئيس شيم

رئيس مجموعة سونغ-شان (حلقة 9~17)
- تشوي يو جو في دور سونغ جي سون / ميشيل (من الحلقة 8~)، تعمل مخرج افلام، واخت جي اه الاكبر.[36]
- لي يو جين في دور هان تشونغ-سو، الأخ الصغرى لـ هان مو-ني.[37]
- يون هاي سيونغ في دور كيونغ سو

أخ هان مو ني.
- كيم كي دو في دور جو يونغ جو

تابع جين مو (حلقة 1~5).
- جيونغ دا يون في دور سونغ جي-اه

طالبة في المدرسة (الحلقة 1~9)
- شيم يي يونغ بدوو دور شيم مي يونغ، مديرة معرض سونغ تشان، وهي شقيقة الرئيس شيم وعمة جون-سيوك.[42]

### ظهور خاص
- آهن دا ني[43]
- ها دو كوون: ممثل (الحلقة 4)[44]
- كيم سو-يون[45]

## الاستقبال
هناك اهتمام كبير بهذه الدراما حتى قبل بثها في هونغ كونغ واليابان وغيرها، يقال ايضا أن الشبكات في تايلاند رفعت سعر كبيراً لشراء حقوق العرض الحصرية الخارجية، بعد تأكيد عرضه على VIU  في ماليزيا، أصبحت الدراما الأكثر شعبية في ماليزيا قبل بثها، بدخولها ضمن أفضل 3 موضوع درامي لعام 2023.
وفقاً لي لشركة الإحصائيات Good Data، تصدر المسلسل كأكثر الأعمال رواجنا على برامج التوصل الاجتماعي.

### ردود فعل
بعد العرض الاول، تلقى المسلسل انتقادات حادة في كوريا، بتصويره مواضيع اعتبرها المشاهدين انها مزعجة وغير مريحة،  منها إساءة معاملة الاطفال، وولادة فتاة قاصر في الثانوية، حيث تم تقديم بلاغات للجنة معايير الاتصالات الكورية. واعلنت اللجنة فيما بعد انها ستقوم بمراجعة الحلقات واعمال المؤلفة كيم مثل الامبراطورة الاخيرة والسقيفة.

### عقوبات قانونية
في 2024، عقدت لجنة معايير الاتصالات الكورية اجتماعًا عامًا في 16 ديسمبر، في قاعة الإذاعة في موك دونغ في العاصمة سول، وقررت فرض عقوبات قانونية على 11 حالة. بما في ذلك مسلسل " هروب السبعة".

## المشاهدات
| الموسم | الموسم | رقم الحلقة | رقم الحلقة | رقم الحلقة | رقم الحلقة | رقم الحلقة | رقم الحلقة | رقم الحلقة | رقم الحلقة | رقم الحلقة | رقم الحلقة | رقم الحلقة | رقم الحلقة | رقم الحلقة | رقم الحلقة | رقم الحلقة | رقم الحلقة | رقم الحلقة | المتوسط |
| الموسم | الموسم | 1          | 2          | 3          | 4          | 5          | 6          | 7          | 8          | 9          | 10         | 11         | 12         | 13         | 14         | 15         | 16         | 17         | المتوسط |
| ------ | ------ | ---------- | ---------- | ---------- | ---------- | ---------- | ---------- | ---------- | ---------- | ---------- | ---------- | ---------- | ---------- | ---------- | ---------- | ---------- | ---------- | ---------- | ------- |
|        | 1      | 972        | 1183       | 1138       | 1310       | 1163       | 1374       | 1193       | 1145       | 1080       | 1120       | 975        | 1056       | 1337       | 1044       | 990        | 1025       | 1154       | 1133    |
|        | 2      | 831        | 617        | 732        | 534        | 548        | غ/م        | 618        | غ/م        | 593        | غ/م        | 702        | 626        | 551        | 522        | 666        | 827        | غ/م        | N/A     |

### الموسم 1
وفقا لنيلسن، فقد حققت الحلقة الرابعة نسبة تقييم 7.7% بحوالي 1.3 مليون مشاهد قد شاهد الحلقة، وكانت أعلى نسبة مع الذروة 8.7%.

### دولياً
تألقت الدراما "هروب السبعة الموسم 2" بشعبية عالمية، حيث احتلت المرتبة الأولى في أفضل 10 أعمال درامية في خمس دول آسيوية، بما في ذلك سنغافورة وماليزيا.
وفقًا لمنصة فيو المتوفرة على مستوى آسيا، في 20 أبريل احتلت دراما SBS الجمعة والسبت "هروب السبعة 2" المرتبة الأولى على مخطط Viu الأسبوعي للأسبوع الثاني من أبريل (8 أبريل إلى 14 أبريل). احتلت المرتبة السادسة في سنغافورة وماليزيا، والسابعة في إندونيسيا، والسابعة في تايلاند، والمرتبة التاسعة في هونغ كونغ، على التوالي، واحتلت المرتبة الأولى في خمس دول آسيوية، مما يثبت الاهتمام الدولي.

### عبر الانترنت (في كوريا)
تصدر المسلسل كأكثر الاعمال مشاهدة على المنصات المحلية مثل Coupang Play و wavve لثلاثة أسابيع.

### في الصين
اعتبارًا من 2 أكتوبر، شاهد الحلقة 6 حوالي 98.37 مليون مشاهد على ويبو. كما جمعت مقاطع الفيديوهات للشخصيات الرئيسية وهي تقاتل وحشًا طينيًا في الجزيرة حوالي 6 ملايين مشاهدة.
| متوسط تقييمات مشاهدة التلفزيون (الموسم 1) | متوسط تقييمات مشاهدة التلفزيون (الموسم 1) | متوسط تقييمات مشاهدة التلفزيون (الموسم 1) | متوسط تقييمات مشاهدة التلفزيون (الموسم 1) |
| الحلقات                                   | تاريخ البث                                | تقييمات نيلسن كوريا                       | تقييمات نيلسن كوريا                       |
| الحلقات                                   | تاريخ البث                                | على الصعيد الوطني                         | سول                                       |
| ----------------------------------------- | ----------------------------------------- | ----------------------------------------- | ----------------------------------------- |
| 1                                         | 15 سبتمبر 2023                            | 6.0%                                      | 5.4%                                      |
| 2                                         | 16 سبتمبر 2023                            | 6.1%                                      | 6.3%                                      |
| 3                                         | 22 سبتمبر 2023                            | 6.7%                                      | 6.5%                                      |
| 4                                         | 23 سبتمبر 2023                            | 7.7%                                      | 7.3%                                      |
| 5                                         | 29 سبتمبر 2023                            | 5.6%                                      | 5.5%                                      |
| 6                                         | 30 سبتمبر 2023                            | 7.3%                                      | 7.0%                                      |
| 7                                         | 13 أكتوبر 2023                            | 6.8%                                      | 7.1%                                      |
| 8                                         | 14 أكتوبر 2023                            | 6.5%                                      | 6.5%                                      |
| 9                                         | 20 أكتوبر 2023                            | 6.0%                                      | 6.7%                                      |
| 10                                        | 21 أكتوبر 2023                            | 5.7%                                      | 5.9%                                      |
| 11                                        | 27 أكتوبر 2023                            | 5.3%                                      | 5.3%                                      |
| 12                                        | 28 أكتوبر 2023                            | 5.6%                                      | 5.8%                                      |
| 13                                        | 3 نوفمبر 2023                             | 7.2%                                      | 7.4%                                      |
| 14                                        | 4 نوفمبر 2023                             | 5.6%                                      | 5.7%                                      |
| 15                                        | 10 نوفمبر 2023                            | 5.2%                                      | 5.5%                                      |
| 16                                        | 11 نوفمبر 2023                            | 5.2%                                      | 5.3%                                      |
| 17                                        | 17 نوفمبر 2023                            | 6.6%                                      | 7.3%                                      |
| متوسط                                     | متوسط                                     | 6.2%                                      | 6.3%                                      |

### الموسم 2
| متوسط تقييمات مشاهدة التلفزيون (الموسم 2) | متوسط تقييمات مشاهدة التلفزيون (الموسم 2) | متوسط تقييمات مشاهدة التلفزيون (الموسم 2) | متوسط تقييمات مشاهدة التلفزيون (الموسم 2) |
| الحلقات                                   | تاريخ البث                                | تقييمات (AGB Nielsen)                     | تقييمات (AGB Nielsen)                     |
| الحلقات                                   | تاريخ البث                                | على الصعيد الوطني                         | سول                                       |
| ----------------------------------------- | ----------------------------------------- | ----------------------------------------- | ----------------------------------------- |
| 1                                         | 29 مارس 2024                              | 4.4%                                      | 5.0%                                      |
| 2                                         | 30 مارس 2024                              | 3.2%                                      | 3.7%                                      |
| 3                                         | 5 ابريل 2024                              | 3.8%                                      | 4.5%                                      |
| 4                                         | 6 ابريل 2024                              | 2.7%                                      | 3.2%                                      |
| 5                                         | 12 ابريل 2024                             | 3.1%                                      | 3.4%                                      |
| 6                                         | 13 ابريل 2024                             | 2.4%                                      | 2.9%                                      |
| 7                                         | 19 ابريل 2024                             | 3.3%                                      | 3.7%                                      |
| 8                                         | 20 ابريل 2024                             | 2.3%                                      | 2.6%                                      |
| 9                                         | 26 ابريل 2024                             | 3.8%                                      | 4.4%                                      |
| 10                                        | 27 ابريل 2024                             | 2.1%                                      | 2.5%                                      |
| 11                                        | 3 مايو 2024                               | 3.5%                                      | 3.9%                                      |
| 12                                        | 4 مايو 2024                               | 3.0%                                      | 3.6%                                      |
| 13                                        | 10 مايو 2024                              | 3.3%                                      | 3.2%                                      |
| 14                                        | 11 مايو 2024                              | 3.1%                                      | 3.3%                                      |
| 15                                        | 17 مايو 2024                              | 3.2%                                      | 3.5%                                      |
| 16                                        | 18 مايو 2024                              | 4.1%                                      | 4.5%                                      |
| متوسط                                     | متوسط                                     | 3.2%                                      | 3.9%                                      |

## الإنتاج

### ينتج
يجمع العمل المؤلفة كيم سون أوك مع المخرج جو دونغ مين للمرة الثالثة بعد مسلسل الامبراطورة الاخيرة (2018)، وسلسلة السقيفة (2020-21). تم إنتاج المسلسل من قبل مقر الدراما استوديو إس بي إس بتعاون مع شركة الإنتاج تشوروك بايم ميديا. تكلفة انتاج المسلسل حوالي 46.2 مليار وون (تشمل الموسم 1 و2)، سيحتوي المسلسل 33 حلقة مقسمة على موسمين بقصة واحدة مكملة لبعضها.

### الموسم 2
في 24 فبراير، اعلن أن المسلسل يستعد للموسم الثاني.
في 13 اكتوبر 2023، أعلن عن مغادرة المخرج الرئيسي للعمل جو دونغ-مين، وسيتولى اخراج الموسم اوه جون هيوك الذي شارك ايضاً في اخراج الموسم الاول.

### طاقم
تم تأكيد تشكية طاقم التمثيل في 22 سبمتبر 2022. يجمع المسلسل بين اوم كي جون، يون جونغ هوون، شين اون كيونغ بعد سلسلة السقيفة.

### تصوير
بدأ تصوير المسلسل في سبتمبر من العام الماضي 2022، وانتهى تصوير الموسم الاول في 6 يوليو 2023، من المقرر أن يبدأ  التحضير لتصوير الموسم الثاني في نفس الشهر.

## البث الدولي
المسلسل متاح محليا على Coupang Play و wavve ودوليا على فيكي وفيو، في 27 سبتمبر 2023، أعلنت منصة فيو عن اتاحه المسلسل في 16 دولة، بما في ذلك الدول الآسيوية الكبرى مثل إندونيسيا وماليزيا والفلبين وهونغ كونغ وسنغافورة وتايلاند، بالإضافة إلى المنطقة العربية وإفريقيا.

## روابط خارجية
- الموقع الرسمي
 (بالكورية)
- الهاربون السبعة على موقع IMDb (الإنجليزية)
- الهاربون السبعة على موقع قاعدة بيانات الفيلم (الإنجليزية)
- الهاربون السبعة على هانسينما